# チマブーエ
チマブーエ（Cimabue, 1240年頃 - 1302年頃）は、イタリア、ゴシック期の画家。

## 概要
ゴシック期のフィレンツェで活躍した画家。ジョットは彼の弟子と考えられている。西洋絵画が中世から近代へと歩み始める最初期に位置する画家として、美術史上に重要である。近代以前のイタリアの画家には、本名でなくもっぱら通称で呼ばれる者が多いが、チマブーエもその一人であり、本名はチェンニ・ディ・ペーポ（Cenni di Pepo）といった（「チマブーエ」は雄牛の頭の意）。
西洋文化史のうえで中世の次に位置するゴシックの時代は、12世紀に始まった。ゴシック様式を代表する分野の一つは、今もフランス各地に残る、壮大華麗な大聖堂建築である。一方、絵画におけるゴシック様式の発達は建築より遅れ、13世紀後半のイタリアにその萌芽がみられる。チマブーエは、13世紀末のイタリアで活躍したゴシック絵画を代表する画家の一人である。フィレンツェで生まれ、ローマ、アッシジなどでも制作をしている。
チマブーエの絵画には、金地の背景、正面性・左右相称性の強い構成、人物の図式的・平面的な配置のしかたなど、古代ギリシア様式を基礎にもつビザンティン美術の様式が、まだ色濃く残っている。しかし、中世絵画に比べると、人物の自然な表情、聖母の台座や衣服の表現にみられる空間表現への意識など、ルネサンス絵画への道を確実に歩み出していることが見て取れる。ジョットの師とされるチマブーエは、シエナで活躍したドゥッチョ・ディ・ブオニンセーニャとともに、ゴシックとルネサンスの橋渡しの位置にある、西洋絵画史の最初のページを飾る画家の一人と位置づけることができよう。
2019年、フランスのコンピエーニュに住む高齢女性の自宅で保管されていた絵が鑑定にかけられチマブーエの作品であることが判明。「嘲笑されるキリスト」と名付けられた作品はオークションに掛けられて約2420万ユーロ（当時で約29億円）で落札されたが、海外流出を阻止する目的でフランス政府が国宝に指定。最終的に政府が買い上げ、ルーブル美術館に収蔵された。

## 主要作品
- 『荘厳の聖母』（ルーヴル美術館）
- 『サンタ・トリニタの聖母』（ウフィツィ美術館）

## ギャラリー

『荘厳の聖母』(1280年頃) ルーヴル美術館
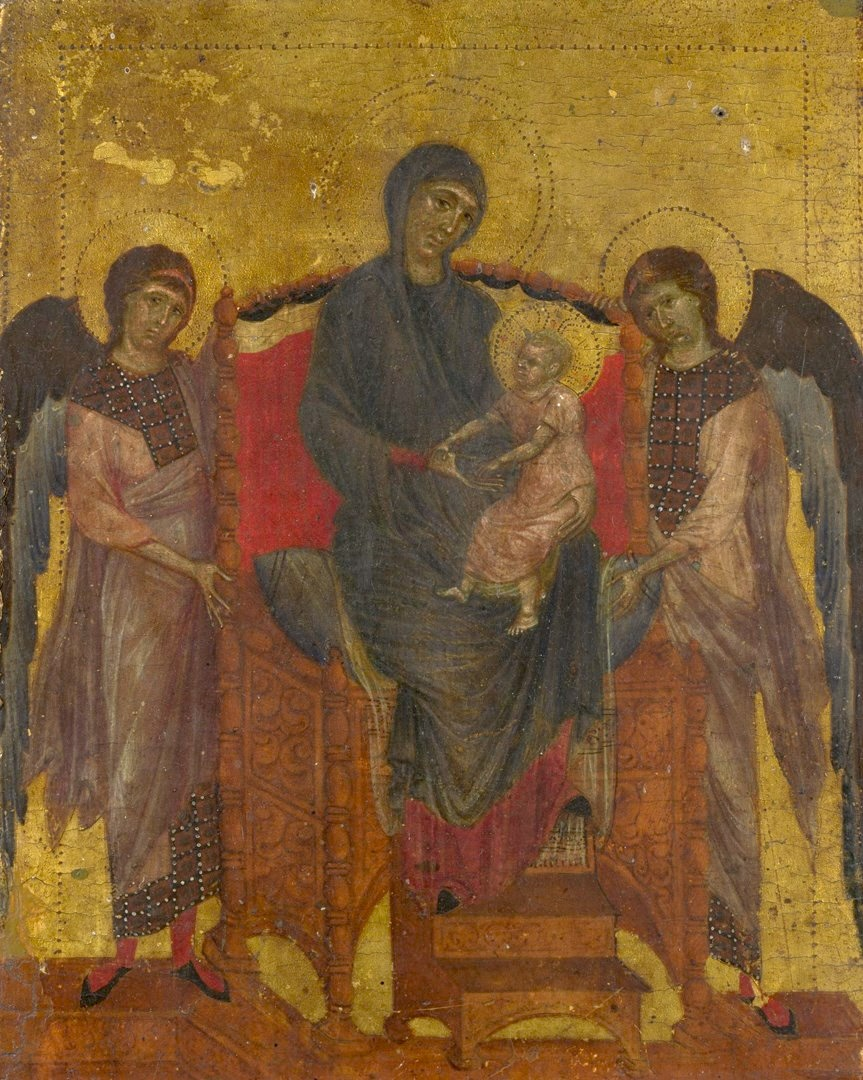
『聖母子と二人の天使』(1280年頃) ナショナル・ギャラリー (ロンドン)
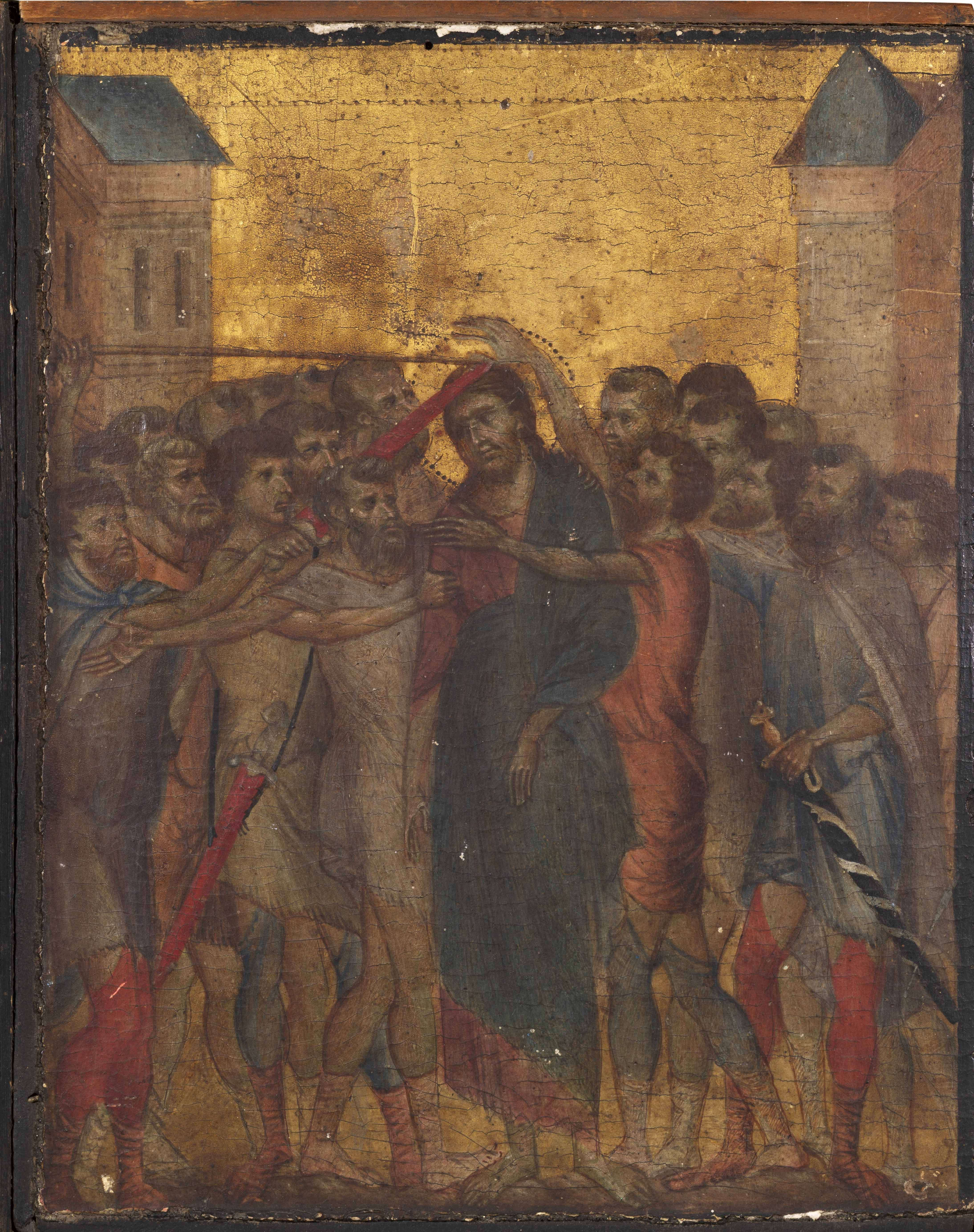
『嘲弄されるキリスト』(1280年頃) 個人蔵
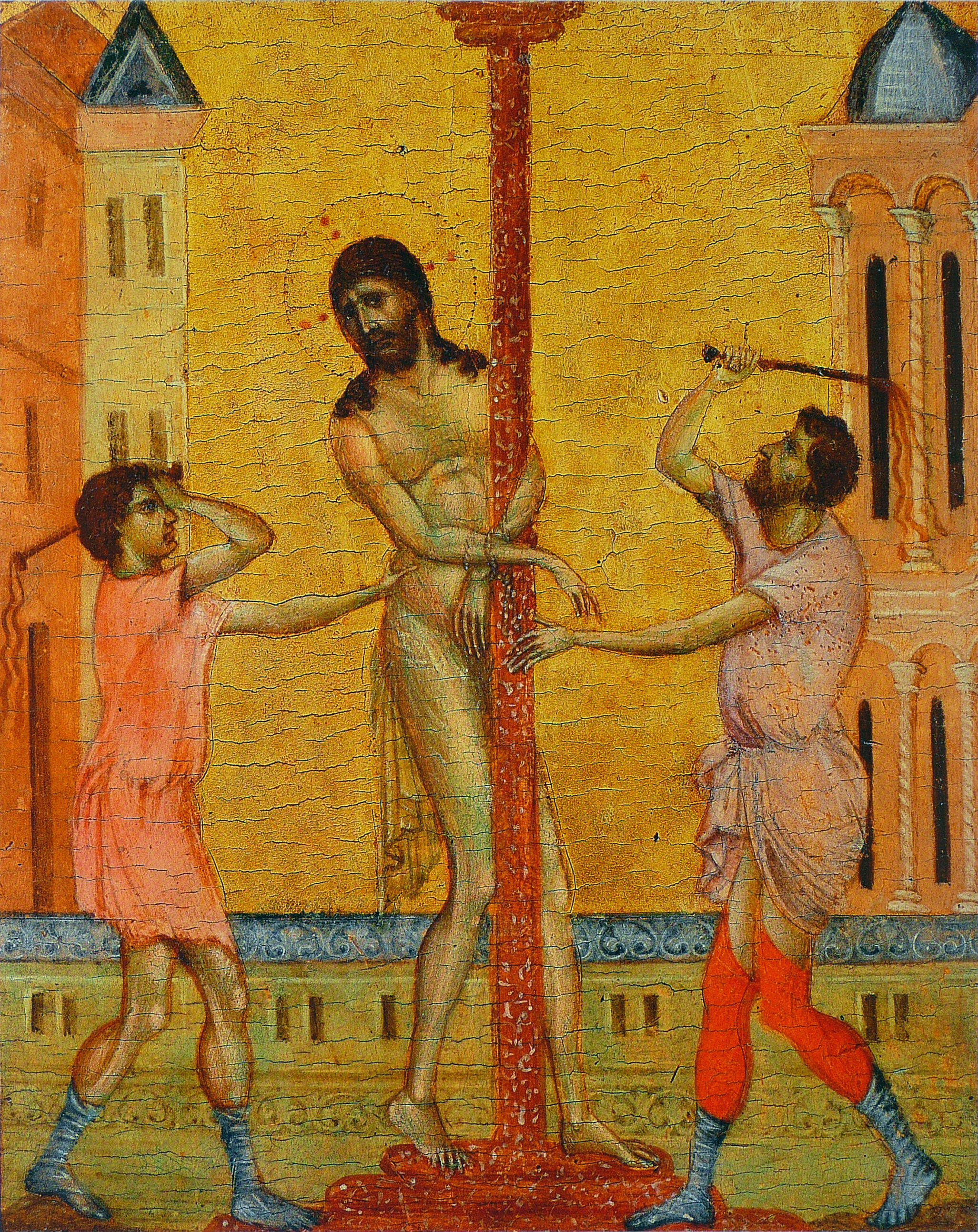
『キリストの鞭打ち』(1280年頃) フリック・コレクション (ニューヨーク)
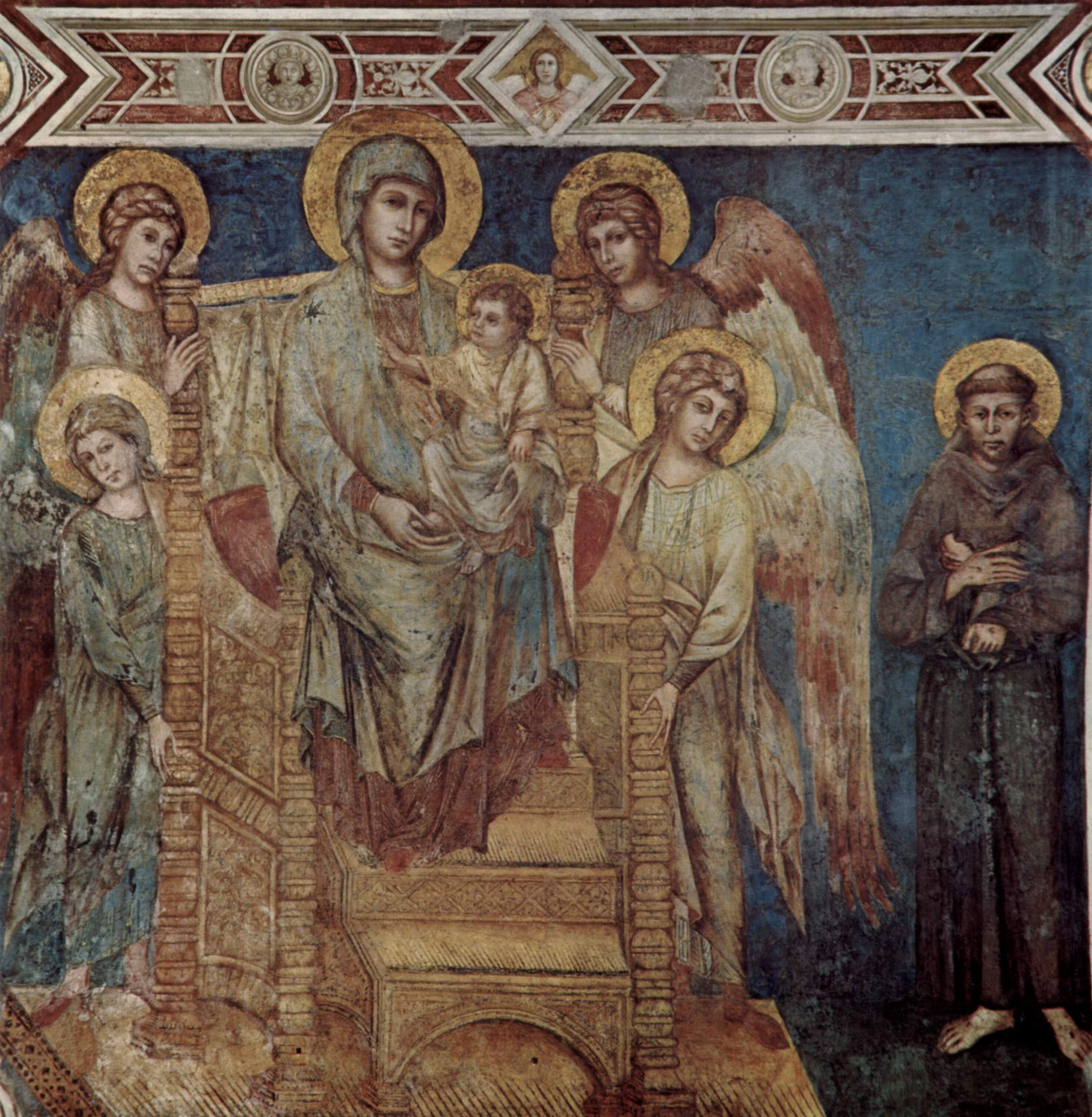
『荘厳の聖母』(1288年) サン・フランチェスコ聖堂 (アッシジ)
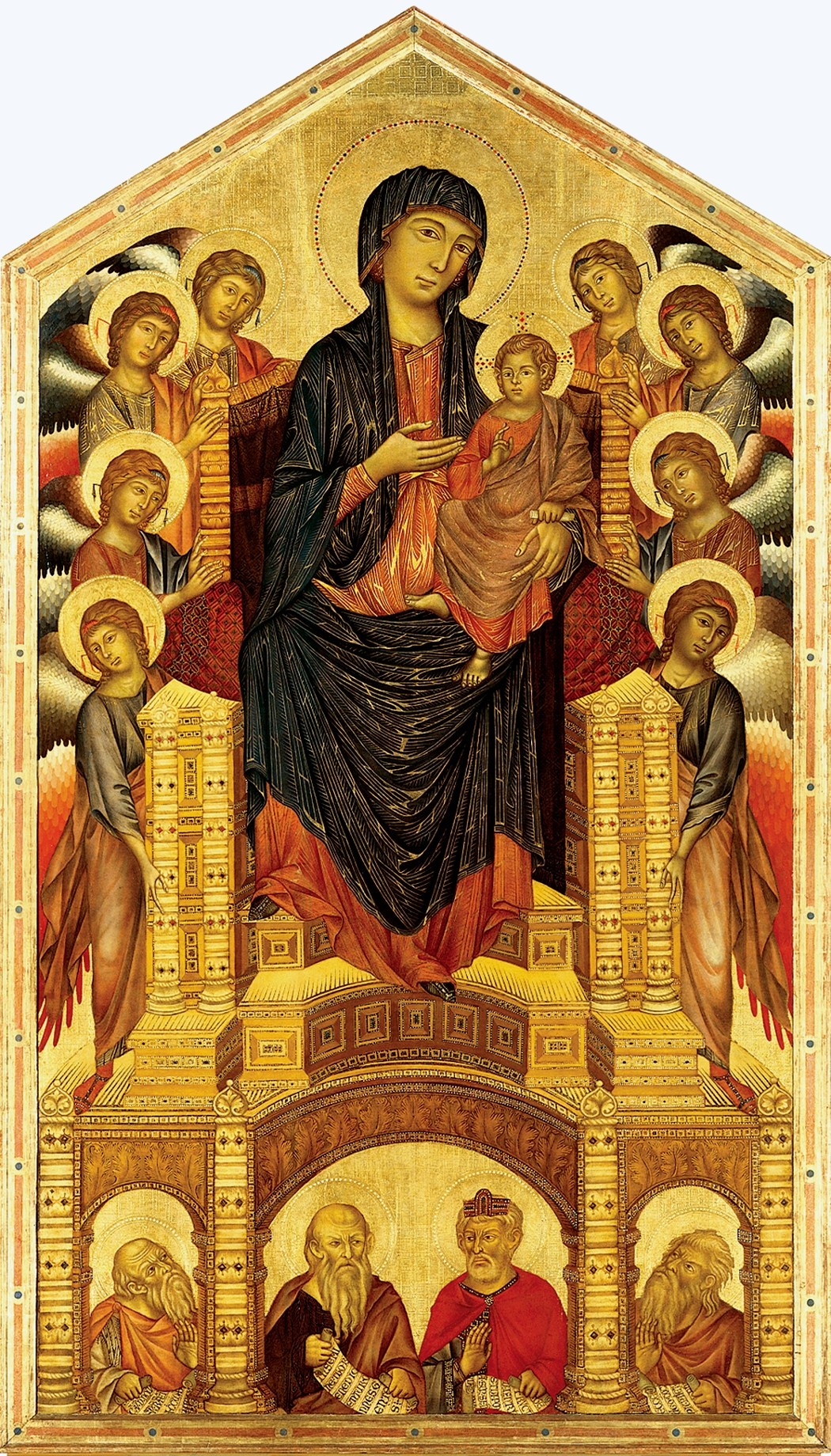
『サンタ・トリニタの聖母』(1283–1291年) ウフィツィ美術館

## 日本語画集
- 『チマブーエ　イタリア・ルネサンスの巨匠たち1. フィレンツェ絵画の先駆者』

モニカ・キエッリーニ、野村幸弘訳、東京書籍　1994年